# Sambische Fußballnationalmannschaft (U-20-Männer)
Die sambische U-20-Fußballnationalmannschaft ist eine Auswahlmannschaft sambischer Fußballspieler. Sie unterliegt der Football Association of Zambia und repräsentiert sie international auf U-20-Ebene, etwa in Freundschaftsspielen gegen die Auswahlmannschaften anderer nationaler Verbände oder bei U-20-Afrikameisterschaften und U-20-Weltmeisterschaften.
Bei ihrer ersten WM-Endrunde schied die Mannschaft 1999 in der Vorrunde aus, 2007 erreichte sie das Achtelfinale, welches sie gegen Nigeria verlor.
Bei Afrikameisterschaften erreichte sie dreimal den vierten Platz (1991, 1999 und 2007) und gewann 2017 zum ersten Mal den Titel bei der U-20-Afrikameisterschaft im eigenen Land.
Die Mannschaft ist mit elf Siegen bei der COSAFA U-20-Meisterschaft, d. h. der Fußballmeisterschaft des südlichen Afrika die erfolgreichste Mannschaft.

## Teilnahme an U-20-Weltmeisterschaften
| 1977 | nicht teilgenommen |
| 1979 | nicht teilgenommen |
| 1981 | nicht teilgenommen |
| 1983 | nicht teilgenommen |
| 1985 | nicht qualifiziert |
| 1987 | nicht qualifiziert |
| 1989 | nicht teilgenommen |
| 1991 | nicht qualifiziert |
| 1993 | nicht teilgenommen |
| 1995 | nicht qualifiziert |
| 1997 | nicht qualifiziert |
| 1999 | Vorrunde           |
| 2001 | nicht qualifiziert |
| 2003 | nicht qualifiziert |
| 2005 | nicht qualifiziert |
| 2007 | Achtelfinale       |
| 2009 | nicht qualifiziert |
| 2011 | nicht qualifiziert |
| 2013 | nicht qualifiziert |
| 2015 | nicht qualifiziert |
| 2017 | Viertelfinale      |
| 2019 | nicht qualifiziert |
| 2023 | nicht qualifiziert |
| 2025 | nicht qualifiziert |

## Teilnahme an U-20-Afrikameisterschaften
| 1979 | nicht teilgenommen |
| 1981 | nicht teilgenommen |
| 1983 | nicht teilgenommen |
| 1985 | Achtelfinale       |
| 1987 | Achtelfinale       |
| 1989 | nicht teilgenommen |
| 1991 | 4. Platz           |
| 1993 | nicht teilgenommen |
| 1995 | Vorrunde           |
| 1997 | Vorrunde           |
| 1999 | 4. Platz           |
| 2001 | nicht qualifiziert |
| 2003 | nicht qualifiziert |
| 2005 | nicht qualifiziert |
| 2007 | 4. Platz           |
| 2009 | nicht qualifiziert |
| 2011 | nicht qualifiziert |
| 2013 | nicht qualifiziert |
| 2015 | Vorrunde           |
| 2017 | Afrikameister      |
| 2019 | nicht qualifiziert |
| 2021 | nicht qualifiziert |
| 2023 | Vorrunde           |
| 2025 | Vorrunde           |